# Torrent dels Porxos
El Torrent dels Porxos és un afluent per la dreta del Torrent de Castellar. Realitza tot el seu recorregut pel terme municipal de Castellar del Riu, al Berguedà.

## Xarxa hidrogràfica
La xarxa hidrogràfica del Torrent dels Porxos està integrada per un total d'11 cursos fluvials. D'aquests, 8 són subsidiaris de 1r nivell i 2 ho són de 2n nivell.
La totalitat de la xarxa suma una longitud d'11.899 m. que transcorren íntegrament pel terme municipal de Castellar del Riu